# Jawdat (Vorname)
Jawdat (arabisch: جودت) bzw. Gawdat ist ein zumeist männlicher Vorname.

## Herkunft und Bedeutung
Der arabische Vorname bedeutet Güte, Exzellenz; abgeleitet vom arabischen جاد (jada), was ausgezeichnet sein bedeutet. Eine Namensvariante lautet Gawdat; diese ist auf eine alternative Transkription des Namens zurückzuführen.

## Bekannte Namensträger

### Jawdat
- Jawdat Said (1931–2022), syrischer muslimischer Denker

### Gawdat
- Gawdat al-Malt (1935–2024), ägyptischer Ökonom